# Richard Erdman
John Richard Erdman (Enid, Oklahoma, 1925. június 1. – Los Angeles, Kalifornia, 2019. március 16.) amerikai színész.

## Filmjei

### Mozifilmek
- Janie (1944)
- The Very Thought of You (1944)
- Célpont: Burma (Objective, Burma!) (1945)
- Danger Signal (1945)
- Too Young to Know (1945)
- Janie Gets Married (1946)
- Shadow of a Woman (1946)
- Nobody Lives Forever (1946)
- That Way with Women (1947)
- Wild Harvest (1947)
- Így múlik el az életünk (The Time of Your Life) (1948)
- Könnyű élet (Easy Living) (1949)
- Swiss Tour (1950)
- Férfisors (The Men) (1950)
- The Admiral Was a Lady (1950)
- Cry Danger (1951)
- You're in the Navy Now (1951)
- The Stooge (1951)
- The Wild Blue Yonder (1951)
- Aladdin and His Lamp (1952)
- The San Francisco Story (1952)
- Jumping Jacks (1952)
- The Happy Time (1952)
- The Blue Gardenia (1953)
- A 17-es fogolytábor (Stalag 17) (1953)
- Mission Over Korea (1953)
- The Steel Lady (1953)
- Francis in the Navy (1955)
- Bengazi (1955)
- Anything Goes (1956)
- Az erő és a jutalom (The Power and the Prize) (1956)
- The Rawhide Trail (1958)
- A megnyergelt szél (Saddle the Wind) (1958)
- Face of Fire (1959)
- The Brass Bottle (1964)
- Namu, a gyilkos bálna (Namu, the Killer Whale) (1966)
- Rascal (1969)
- Tora! Tora! Tora! (1970)
- The Brothers O'Toole (1973)
- Delejezettek (Trancers) (1984)
- Tomboy (1985)
- Stewardess School (1986)
- Parkolóház (Valet Girls) (1987)
- Reszkessetek, nem hagyom magam! (The Pagemaster) (1994, hang)
- Tanulópénz (The Learning Curve) (1999)

### Tv-filmek
- The Ten Commandments (1959)
- The Great Man's Whiskers (1972)
- Visions... (1972)
- Turpi úrfi és a Beverly Hills-i macskák (Top Cat and the Beverly Hills Cats) (1988, hang)
- Jesse (1988)
- Viagra Falls (2006)
- Meurtres à l'Empire State Building (2008)
- Operating Instructions (2009)
- Community: Office Hours (2010)
- Weird Loners (2015)

### Tv-sorozatok
- Where's Raymond? (1953–1955, 32 epizódban)
- Perry Mason (1958–1966, hat epizódban)
- Saints and Sinners (1962–1963, 18 epizódban) Show all 18 episodes
- The Tab Hunter Show (1960–1961, 32 epizódban)
- Space Stars (1981, 11 epizódban)
- The Dukes (1983, 20 epizódban)
- Galtar and the Golden Lance (1985–1986, 21 epizódban)
- Frédi és Béni, avagy a kökorszaki buli (The Flintstone Kids) (1986–1988, hang, 34 epizódban)
- It's a Living (1987, hang, 13 epizódban)
- The Further Adventures of SuperTed (1989, hang, 13 epizódban)
- The Pirates of Dark Water (1991–1993, hang, kilenc epizódban)
- Balfékek (Community) (2009–2015, 53 epizódban)